# Grand Prix Belgii 2010

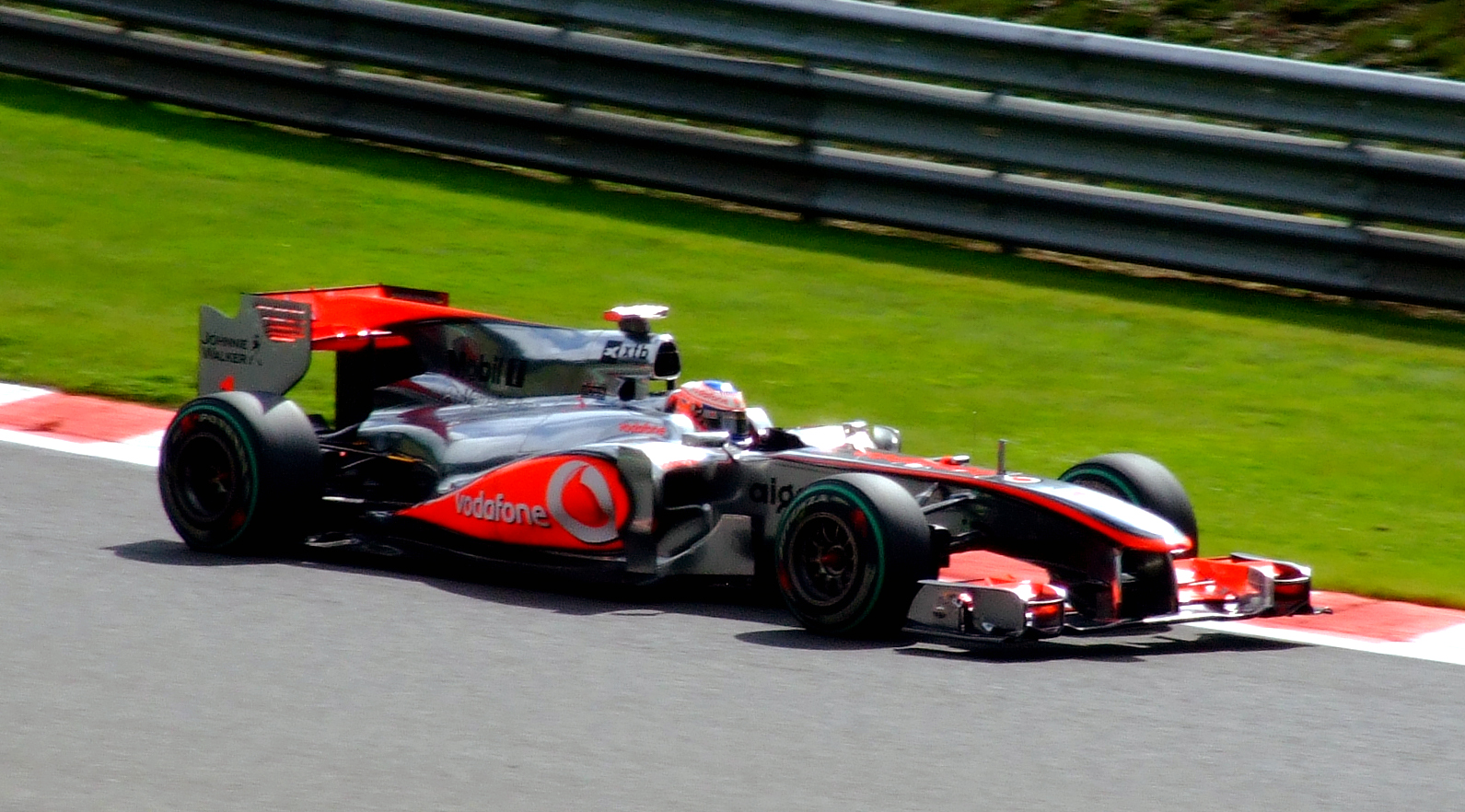
Jenson Button podczas treningu

Grand Prix Belgii 2010 – trzynasta runda Mistrzostw Świata Formuły 1 w sezonie 2010.

## Lista startowa
| Nr | Kierowca           | Zespół                       | Samochód          | Silnik               | Opony |
| -- | ------------------ | ---------------------------- | ----------------- | -------------------- | ----- |
| 1  | Jenson Button      | Vodafone McLaren Mercedes    | McLaren MP4-25    | Mercedes-Benz FO108X | B     |
| 2  | Lewis Hamilton     | Vodafone McLaren Mercedes    | McLaren MP4-25    | Mercedes-Benz FO108X | B     |
| 3  | Michael Schumacher | Mercedes GP Petronas F1 Team | Mercedes MGP W01  | Mercedes-Benz FO108X | B     |
| 4  | Nico Rosberg       | Mercedes GP Petronas F1 Team | Mercedes MGP W01  | Mercedes-Benz FO108X | B     |
| 5  | Sebastian Vettel   | Red Bull Racing              | Red Bull RB6      | Renault RS27-2010    | B     |
| 6  | Mark Webber        | Red Bull Racing              | Red Bull RB6      | Renault RS27-2010    | B     |
| 7  | Felipe Massa       | Scuderia Marlboro Ferrari    | Ferrari F10       | Ferrari 056          | B     |
| 8  | Fernando Alonso    | Scuderia Marlboro Ferrari    | Ferrari F10       | Ferrari 056          | B     |
| 9  | Rubens Barrichello | AT&T WilliamsF1 Team         | Williams FW32     | Cosworth CA2010      | B     |
| 10 | Nico Hülkenberg    | AT&T WilliamsF1 Team         | Williams FW32     | Cosworth CA2010      | B     |
| 11 | Robert Kubica      | Renault F1 Team              | Renault R30       | Renault RS27-2010    | B     |
| 12 | Witalij Pietrow    | Renault F1 Team              | Renault R30       | Renault RS27-2010    | B     |
| 14 | Adrian Sutil       | Force India Formula One Team | Force India VJM03 | Mercedes-Benz FO108X | B     |
| 15 | Vitantonio Liuzzi  | Force India Formula One Team | Force India VJM03 | Mercedes-Benz FO108X | B     |
| 16 | Sébastien Buemi    | Scuderia Toro Rosso          | Toro Rosso STR5   | Ferrari 056          | B     |
| 17 | Jaime Alguersuari  | Scuderia Toro Rosso          | Toro Rosso STR5   | Ferrari 056          | B     |
| 18 | Jarno Trulli       | Lotus F1 Racing              | Lotus T127        | Cosworth CA2010      | B     |
| 19 | Heikki Kovalainen  | Lotus F1 Racing              | Lotus T127        | Cosworth CA2010      | B     |
| 20 | Sakon Yamamoto     | HRT F1 Team                  | Hispania F110     | Cosworth CA2010      | B     |
| 21 | Bruno Senna        | HRT F1 Team                  | Hispania F110     | Cosworth CA2010      | B     |
| 22 | Pedro de la Rosa   | BMW Sauber F1 Team           | BMW Sauber C29    | Ferrari 056          | B     |
| 23 | Kamui Kobayashi    | BMW Sauber F1 Team           | BMW Sauber C29    | Ferrari 056          | B     |
| 24 | Timo Glock         | Virgin Racing                | Virgin VR-01      | Cosworth CA2010      | B     |
| 25 | Lucas Di Grassi    | Virgin Racing                | Virgin VR-01      | Cosworth CA2010      | B     |
| Nr | Kierowca           | Zespół                       | Samochód          | Silnik               | Opony |

## Wyniki

### Sesje treningowe
| Sesja | Nr | Kierowca        | Konstruktor      | Czas     | Okr. |
| ----- | -- | --------------- | ---------------- | -------- | ---- |
| 1     | 8  | Fernando Alonso | Ferrari          | 2:00,797 | 17   |
| 2     | 8  | Fernando Alonso | Ferrari          | 1:49,032 | 25   |
| 3     | 6  | Mark Webber     | Red Bull-Renault | 1:46,106 | 10   |

### Kwalifikacje
Źródło: Wyprzedź Mnie!
| Poz. | Nr | Kierowca           | Konstruktor          | Q1       | Q2       | Q3       | Poz. s. |
| --- | --- | ------------------ | -------------------- | -------- | -------- | -------- | ------- |
| 1 | 6 | Mark Webber        | Red Bull-Renault     | 1:57.352 | 1:47.253 | 1:45.778 | 1       |
| 2 | 2 | Lewis Hamilton     | McLaren-Mercedes     | 1:56.706 | 1:46.211 | 1:45.863 | 2       |
| 3 | 11 | Robert Kubica      | Renault              | 1:56.041 | 1:47.320 | 1:46.100 | 3       |
| 4 | 5 | Sebastian Vettel   | Red Bull-Renault     | 1:58.487 | 1:47.245 | 1:46.127 | 4       |
| 5 | 1 | Jenson Button      | McLaren-Mercedes     | 1:57.981 | 1:46.790 | 1:46.206 | 5       |
| 6 | 7 | Felipe Massa       | Ferrari              | 1:58.323 | 1:47.322 | 1:46.314 | 6       |
| 7 | 9 | Rubens Barrichello | Williams-Cosworth    | 1:55.757 | 1:47.797 | 1:46.602 | 7       |
| 8 | 14 | Adrian Sutil       | Force India-Mercedes | 1:58.730 | 1:47.292 | 1:46.659 | 8       |
| 9 | 10 | Nico Hülkenberg    | Williams-Cosworth    | 1:55.442 | 1:47.821 | 1:47.053 | 9       |
| 10 | 8 | Fernando Alonso    | Ferrari              | 1:57.023 | 1:47.544 | 1:47.441 | 10      |
| 11 | 3 | Michael Schumacher | Mercedes             | 1:56.313 | 1:47.874 | –        | 21      |
| 12 | 4 | Nico Rosberg       | Mercedes             | 1:54.826 | 1:47.885 | –        | 14      |
| 13 | 17 | Jaime Alguersuari  | STR-Ferrari          | 1:58.944 | 1:48.267 | –        | 11      |
| 14 | 15 | Vitantonio Liuzzi  | Force India-Mercedes | 2:01.203 | 1:48.680 | –        | 12      |
| 15 | 16 | Sébastien Buemi    | STR-Ferrari          | 2:00.386 | 1:49.209 | –        | 16      |
| 16 | 19 | Heikki Kovalainen  | Lotus-Cosworth       | 2:01.343 | 1:50.980 | –        | 13      |
| 17 | 24 | Timo Glock         | Virgin-Cosworth      | 2:01.316 | 1:52.049 | –        | 20      |
| 18 | 18 | Jarno Trulli       | Lotus-Cosworth       | 2:01.491 | –        | –        | 15      |
| 19 | 23 | Kamui Kobayashi    | BMW Sauber-Ferrari   | 2:02.284 | –        | –        | 17      |
| 20 | 21 | Bruno Senna        | HRT-Cosworth         | 2:03.612 | –        | –        | 18      |
| 21 | 20 | Sakon Yamamoto     | HRT-Cosworth         | 2:03.941 | –        | –        | 19      |
| 22 | 22 | Pedro de la Rosa   | BMW Sauber-Ferrari   | 2:05.294 | –        | –        | 24      |
| 23 | 25 | Lucas Di Grassi    | Virgin-Cosworth      | 2:18.754 | –        | –        | 22      |
| 24 | 12 | Witalij Pietrow    | Renault              | –        | –        | –        | 23      |
| Poz. | Nr | Kierowca           | Konstruktor          | Q1       | Q2       | Q3       | Poz. s. |
| \| Legenda \| Legenda \| \| ------------------------ \| ---------------------------------------------------------------------------------------------------------------------------------------------------------------------------------------------------------------------------------------------------------------- \| \| Poz. Nr Q1 Q2 Q3 Poz. s. \| Pozycja zajęta w sesji kwalifikacyjnej Numer startowy kierowcy Wynik uzyskany w pierwszej części kwalifikacji Wynik uzyskany w drugiej części kwalifikacji Wynik uzyskany w trzeciej części kwalifikacji Pozycja startowa po uwzględnięniu kar, przesunięć, itp. \| | |                    |                      |          |          |          |         |
| Legenda | |                    |                      |          |          |          |         |
| Poz. Nr Q1 Q2 Q3 Poz. s. | Pozycja zajęta w sesji kwalifikacyjnej Numer startowy kierowcy Wynik uzyskany w pierwszej części kwalifikacji Wynik uzyskany w drugiej części kwalifikacji Wynik uzyskany w trzeciej części kwalifikacji Pozycja startowa po uwzględnięniu kar, przesunięć, itp. |                    |                      |          |          |          |         |

### Wyścig
Źródło: Wyprzedź Mnie!
| P                 | + / –     | Nr | Kierowca           | Konstruktor          | Okr. | Czas / Strata    | Komentarz                                                             |
| ----------------- | --------- | -- | ------------------ | -------------------- | ---- | ---------------- | --------------------------------------------------------------------- |
| 1                 | 1         | 2  | Lewis Hamilton     | McLaren-Mercedes     | 44   | 1h29m04,268      |                                                                       |
| 2                 | 1         | 6  | Mark Webber        | Red Bull-Renault     | 44   | +0:01,571        |                                                                       |
| 3                 | Bez zmian | 11 | Robert Kubica      | Renault              | 44   | +0:03,493        |                                                                       |
| 4                 | 2         | 7  | Felipe Massa       | Ferrari              | 44   | +0:08,264        |                                                                       |
| 5                 | 3         | 14 | Adrian Sutil       | Force India-Mercedes | 44   | +0:09,094        | Nie zakwaliwikował się do wyścigu, jednak został do niego dopuszczony |
| 6                 | 8         | 4  | Nico Rosberg       | Mercedes             | 44   | +0:12,359        |                                                                       |
| 7                 | 13        | 3  | Michael Schumacher | Mercedes             | 44   | +0:15,548        |                                                                       |
| 8                 | 9         | 23 | Kamui Kobayashi    | BMW Sauber-Ferrari   | 44   | +0:16,678        |                                                                       |
| 9                 | 14        | 12 | Witalij Pietrow    | Renault              | 44   | +0:23,851        | Nie zakwaliwikował się do wyścigu, jednak został do niego dopuszczony |
| 10                | 1         | 15 | Vitantonio Liuzzi  | Force India-Mercedes | 44   | +0:34,831        |                                                                       |
| 11                | 13        | 22 | Pedro de la Rosa   | BMW Sauber-Ferrari   | 44   | +0:36,019        |                                                                       |
| 12                | 1         | 16 | Sébastien Buemi    | Toro Rosso-Ferrari   | 44   | +0:39,895        |                                                                       |
| 13                | Bez zmian | 17 | Jaime Alguersuari  | Toro Rosso-Ferrari   | 44   | +0:49,457        | [ 8 ]                                                                 |
| 14                | 5         | 10 | Nico Hülkenberg    | Williams-Cosworth    | 43   | +1 okr.          |                                                                       |
| 15                | 11        | 5  | Sebastian Vettel   | Red Bull-Renault     | 43   | +1 okr. (04,888) | [ 9 ]                                                                 |
| 16                | 3         | 19 | Heikki Kovalainen  | Lotus-Cosworth       | 43   | +1 okr. (14,379) |                                                                       |
| 17                | 5         | 25 | Lucas Di Grassi    | Virgin-Cosworth      | 43   | +1 okr. (01,780) |                                                                       |
| 18                | 2         | 24 | Timo Glock         | Virgin-Cosworth      | 43   | +1 okr. (05,962) |                                                                       |
| 19                | 4         | 18 | Jarno Trulli       | Lotus-Cosworth       | 43   | +1 okr. (14,754) |                                                                       |
| 20                | 1         | 20 | Sakon Yamamoto     | HRT-Cosworth         | 42   | +2 okr.          |                                                                       |
| Niesklasyfikowani |           |    |                    |                      |      |                  |                                                                       |
|                   |           | 8  | Fernando Alonso    | Ferrari              | 37   |                  | wypadek                                                               |
|                   |           | 1  | Jenson Button      | McLaren-Mercedes     | 15   |                  | Kolizja z Vettelem                                                    |
|                   |           | 21 | Bruno Senna        | HRT-Cosworth         | 5    |                  | Awaria zawieszenia                                                    |
|                   |           | 9  | Rubens Barrichello | Williams-Cosworth    | 0    |                  | Kolizja z Alonso                                                      |
| P                 | + / –     | Nr | Kierowca           | Konstruktor          | Okr. | Czas / Strata    | Komentarz                                                             |

### Najszybsze okrążenie
Źródło: Wyprzedź Mnie!
| Nr | Kierowca       | Konstruktor      | Czas     | Okr. |
| -- | -------------- | ---------------- | -------- | ---- |
| 2  | Lewis Hamilton | McLaren-Mercedes | 1:49,069 | 32   |

## Prowadzenie w wyścigu
| Nr                              | Kierowca       | Okrążenia | Suma |
| ------------------------------- | -------------- | --------- | ---- |
| 2                               | Lewis Hamilton | 1-44      | 44   |
| \| Wykres \| \| ------ \| \| \| |                |           |      |
| Wykres                          |                |           |      |
|                                 |                |           |      |

## Klasyfikacja po wyścigu

### Kierowcy
| P  | +/− | Kierowca           | Starty | Punkty | P1 | P2 | P3 | PP | NO | NS |
| -- | --- | ------------------ | ------ | ------ | -- | -- | -- | -- | -- | -- |
| 1  | +1  | Lewis Hamilton     | 13     | 182    | 3  | 3  | 1  | 1  | 3  | 1  |
| 2  | −1  | Mark Webber        | 13     | 179    | 4  | 2  | 1  | 5  | 2  | 1  |
| 3  | 0   | Sebastian Vettel   | 13     | 151    | 2  | 1  | 3  | 7  | 3  | 2  |
| 4  | 0   | Jenson Button      | 13     | 147    | 2  | 2  | 1  | –  | 1  | 2  |
| 5  | 0   | Fernando Alonso    | 13     | 141    | 2  | 2  | 1  | –  | 2  | 1  |
| 6  | 0   | Felipe Massa       | 13     | 109    | –  | 2  | 1  | –  | –  | –  |
| 7  | +1  | Robert Kubica      | 13     | 104    | –  | 1  | 2  | –  | 1  | 2  |
| 8  | −1  | Nico Rosberg       | 13     | 102    | –  | –  | 3  | –  | –  | 1  |
| 9  | +1  | Adrian Sutil       | 13     | 45     | –  | –  | –  | –  | –  | 1  |
| 10 | −1  | Michael Schumacher | 13     | 44     | –  | –  | –  | –  | –  | 1  |
| 11 | 0   | Rubens Barrichello | 13     | 30     | –  | –  | –  | –  | –  | 2  |
| 12 | +1  | Kamui Kobayashi    | 13     | 21     | –  | –  | –  | –  | –  | 6  |
| 13 | −1  | Witalij Pietrow    | 13     | 19     | –  | –  | –  | –  | 1  | 3  |
| 14 | 0   | Vitantonio Liuzzi  | 13     | 12     | –  | –  | –  | –  | –  | 2  |
| 15 | 0   | Nico Hülkenberg    | 13     | 10     | –  | –  | –  | –  | –  | 3  |
| 16 | 0   | Sébastien Buemi    | 13     | 7      | –  | –  | –  | –  | –  | 4  |
| 17 | 0   | Pedro de la Rosa   | 12     | 6      | –  | –  | –  | –  | –  | 6  |
| 18 | 0   | Jaime Alguersuari  | 13     | 3      | –  | –  | –  | –  | –  | 2  |
| 19 | 0   | Heikki Kovalainen  | 12     | 0      | –  | –  | –  | –  | –  | 5  |
| 20 | 0   | Karun Chandhok     | 10     | 0      | –  | –  | –  | –  | –  | 2  |
| 21 | 0   | Lucas Di Grassi    | 13     | 0      | –  | –  | –  | –  | –  | 6  |
| 22 | 0   | Jarno Trulli       | 12     | 0      | –  | –  | –  | –  | –  | 4  |
| 23 | 0   | Bruno Senna        | 12     | 0      | –  | –  | –  | –  | –  | 7  |
| 24 | 0   | Timo Glock         | 12     | 0      | –  | –  | –  | –  | –  | 5  |
| 25 | 0   | Sakon Yamamoto     | 4      | 0      | –  | –  | –  | –  | –  | 1  |
| P  | +/− | Kierowca           | Starty | Punkty | P1 | P2 | P3 | PP | NO | NS |

### Konstruktorzy
| P  | +/− | Konstruktor          | Starty | Punkty | P1 | P2 | P3 | PP | NO | NS |
| -- | --- | -------------------- | ------ | ------ | -- | -- | -- | -- | -- | -- |
| 1  | 0   | Red Bull-Renault     | 26     | 330    | 6  | 3  | 4  | 12 | 5  | 3  |
| 2  | 0   | McLaren-Mercedes     | 26     | 329    | 5  | 5  | 2  | 1  | 4  | 3  |
| 3  | 0   | Ferrari              | 26     | 250    | 2  | 4  | 2  | –  | 2  | 1  |
| 4  | 0   | Mercedes             | 26     | 146    | –  | –  | 3  | –  | –  | 2  |
| 5  | 0   | Renault              | 26     | 123    | –  | 1  | 2  | –  | 2  | 5  |
| 6  | 0   | Force India-Mercedes | 26     | 58     | –  | –  | –  | –  | –  | 3  |
| 7  | 0   | Williams-Cosworth    | 26     | 40     | –  | –  | –  | –  | –  | 5  |
| 8  | 0   | BMW Sauber-Ferrari   | 25     | 27     | –  | –  | –  | –  | –  | 12 |
| 9  | 0   | Toro Rosso-Ferrari   | 26     | 10     | –  | –  | –  | –  | –  | 6  |
| 10 | 0   | Lotus-Cosworth       | 24     | 0      | –  | –  | –  | –  | –  | 11 |
| 11 | 0   | HRT-Cosworth         | 26     | 0      | –  | –  | –  | –  | –  | 10 |
| 12 | 0   | Virgin-Cosworth      | 25     | 0      | –  | –  | –  | –  | –  | 11 |
| P  | +/− | Konstruktor          | Starty | Punkty | P1 | P2 | P3 | PP | NO | NS |